# El cos
El cos és una pel·lícula de thriller del 2012 dirigida pel debutant Oriol Paulo, protagonitzada per José Coronado, Hugo Silva i Belén Rueda. Pensada com un joc d'intriga i repte per l'espectador, fou estrenada al Festival Internacional de Cinema Fantàstic de Catalunya de 2012. Ha estat doblada al català.
Se'n va fer una remake no oficial a l'Índia, la pel·lícula bilíngüe kannada-tàmil Game el 2016 i una versió en coreà el 2018 titulada The Vanished. També se n'ha fet un remake oficial en hindi titulat The Body. Un nou remake en anglès dirigit per Isaac Ezban serà estrenat el 2020.

## Argument
L'inspector Jaime Peña investiga un accident que ha deixat el vigilant nocturn Ángel Torres en coma. Les imatges de seguretat revelen que Ángel fugia de la seva feina a la morgue abans de ser atropellat per un cotxe. Peña és informat que el cos d'una dona, Mayka Villaverde, ha desaparegut del dipòsit. Mayka, una empresària rica de mitjana edat, estava casada amb un home jove i, aparentment, va patir un atac de cor després d'un viatge de negocis. El seu vidu, Álex Ulloa, sent la impactant notícia mentre es troba amb la seva jove amant, Carla Miller. Álex assegura a Carla que Mayka ha mort.
Al dipòsit, Álex explica al forense la història clínica de Mayka. Peña està convençut que algú va robar el cos per evitar l'autòpsia i desconfia d'Álex. Peña assenyala que la seva pròpia esposa, Ruth, va morir fa deu anys en un accident de cotxe, i troba que encara parla d'ella en present.
Álex sent un fort soroll i descobreix un vestidor arrebossat. Al seu interior, troba una petita ampolla amb l'etiqueta TH-16 i pensa que ha posat gotes de la mateixa ampolla al vi de Mayka. Peña ho troba i l'informa que li falta el mòbil de Mayka. Troba el flascó d'Álex, que admet que és una toxina fabricada per la companyia farmacèutica de Mayka, però afirma que l'ha trobada al terra i no sap què hi fa.
Cada vegada es produeixen més esdeveniments al dipòsit que semblen desconcertar Álex i Carla, convencent Álex que Mayka encara està viva i que busca venjança pel seu afer i la conspiració per l'assassinat. Álex descobreix que Mayka va contractar un investigador privat, ja que sospitava que tenia un afer, i també l'havia sentit conspirant per matar-la. Álex ho confessa tot a Peña, primer dient-li que estimava Mayka, havent-la conegut per casualitat a Avalon (Califòrnia). També va conèixer Carla per casualitat, però es va enamorar d'ella i li va confiar els seus secrets més foscos. Diu que pensa que Mayka només pretenia beure el vi elaborat amb TH-16, cosa que provoca un atac al cor després de vuit hores i no deixa rastre a la sang, però que en canvi va prendre un tranquil·litzador que la va fer semblar morta.
La policia descobreix proves incriminatòries a la casa d'Álex i Mayka, inclòs un mapa del dipòsit. Ángel es desperta del coma i revela que, després de sentir un soroll, va veure el cos de Mayka a l'ascensor abans que una figura amb un passamuntanya li disparés amb una pistola, fent-lo sortir corrents. Álex insisteix que Mayka està viva i té els mitjans per desaparèixer, i que Carla està en perill. Peña l'informa que no hi ha proves que Carla Miller existeixi i que l'adreça que va donar de l'apartament de Carla ha estat buida des de fa anys.
Mentre transporta Álex, la policia descobreix un cos al bosc. Álex tem que sigui Carla, però és Mayka. Álex intenta escapar i Peña corre darrere seu. Álex s'esfondra i afirma que necessita una ambulància. Peña li parla de l'accident de cotxe que va matar la seva dona i que en realitat va ser assassinada, ja que la seva vida s'hauria pogut salvar si l'altre conductor hagués demanat ajuda en lloc de fugir de l'escena; Peña i la seva filla de 10 anys, Eva, miraven desemparats quan Ruth va morir una hora després. Després li diu a Álex que només recentment Eva havia recordat el logotip d'un clauer penjat del mirall retrovisor de l'altre cotxe: Avalon, Califòrnia. Van ser Álex i Mayka els que havien fugit de l'escena i van deixar morir Ruth.
A continuació, Peña mostra a Álex una foto de la seva filla Eva: Carla Miller. Van ser Peña i Eva qui van agafar el cos de Mayka i van conspirar per amagar-lo. Eva inicialment no estava convençuda de la seva culpabilitat fins que Álex li va revelar els seus secrets més foscos, inclosa la fugida. Álex, que ara respira amb dificulat, s'assabenta que, vuit hores abans, Eva li havia administrat TH-16 i que la seva mort s'explicarà com un atac de cor provocat per l'estrès.

## Repartiment
- José Coronado - Jaime Peña
- Belén Rueda - Mayka Villaverde Freire
- Hugo Silva - Alejandro "Álex" Ulloa Marcos
- Aura Garrido - Carla Miller / Eva Peña
- Juan Pablo Shuk - Pablo
- Cristina Plazas - Silvia Tapia
- Oriol Vila - Mateos
- Nausicaa Bonnín - Mateos

## Nominacions i premis
XXVII Premis Goya
| Categoria              | Persona     | Resultat |
| ---------------------- | ----------- | -------- |
| Millor director novell | Oriol Paulo | Nominat  |

Medalles del Cercle d'Escriptors Cinematogràfics
| Categoria                 | Persona     | Resultat |
| ------------------------- | ----------- | -------- |
| Millor director revelació | Oriol Paulo | Nominat  |

Fotogramas de Plata 2012
| Categoria               | Persona       | Resultat |
| ----------------------- | ------------- | -------- |
| Millor actor de cinema  | José Coronado | Nominat  |
| Millor actriu de cinema | Belén Rueda   | Nominada |

Premis San Pancracio
| Categoria    | Persona    | Resultat  |
| ------------ | ---------- | --------- |
| Millor actor | Hugo Silva | Guanyador |

Neox Fan Awards 2013
| Categoria              | Persona    | Resultat |
| ---------------------- | ---------- | -------- |
| Millor actor de cinema | Hugo Silva | Nominat  |